# Élections régionales de 1976 en Sicile
Les élections régionales en Sicile pour le renouvellement de l' Assemblée régionale sicilienne ont eu lieu le 20 juin 1976, en même temps que les élections générales. Le taux de participation est de 85,9%. 
A l'issue de ces élections, au cours desquelles le PCI progresse fortement alors que le MSI régresse, après son exploit de cinq ans plus tôt quand il dépassait les 10%, le démocrate chrétien Angelo Bonfiglio est confirmé au poste de président de la Région qu'il occupe depuis 1974 à la tête d'une coalition de centre gauche avec le PSI. Piersanti Mattarella lui succède en 1978, et est assassiné par la mafia en janvier 1980. Mario D'Acquisto le remplace.

## Résultats
| Partis | Partis                                               | Suffrages | %     | Sièges |
| ------ | ---------------------------------------------------- | --------- | ----- | ------ |
|        | Démocratie chrétienne (DC)                           | 1 153 002 | 40,84 | 39     |
|        | Parti communiste italien (PCI)                       | 757 120   | 26,82 | 24     |
|        | Mouvement social italien – Droite nationale (MSI-DN) | 306 702   | 10,86 | 9      |
|        | Parti socialiste italien (PSI)                       | 289 539   | 10,26 | 10     |
|        | Parti social-démocrate italien (PSDI)                | 97 279    | 3,45  | 2      |
|        | Parti républicain italien (PRI)                      | 92 062    | 3,26  | 4      |
|        | Parti libéral italien (PLI)                          | 59 835    | 2,12  | 2      |
|        | Parti radical italien (PR)                           | 16 639    | 0,59  | -      |
|        | Démocratie prolétarienne (DP)                        | 15 163    | 0,54  | -      |
|        | Autres listes                                        | 35 557    | 1,26  | -      |
| Total  | Total                                                | 2 822 898 | 100   | 90     |
|        |                                                      |           |       |        |